# Cryptocephalus bhutana
Cryptocephalus bhutana – gatunek z rzędu chrząszczy z rodziny stonkowatych (Chrysomelidae). Gatunek po raz pierwszy został naukowo opisany w 1997 roku przez Medvedeva i Sprecher-Uebersax.